# Teror (Grande Canarie)
Teror est une commune de la communauté autonome des Îles Canaries en Espagne. Elle est située au centre nord de l'île de Grande Canarie dans la province de Las Palmas. Elle abrite la basilique de Nuestra Señora del Pino où se trouve la Vierge del Pino, patronne de Grande Canarie ; sa fête est célébrée le 8 septembre avec un pèlerinage de toutes les régions de l'île.

## Géographie

### Localisation

Localisation de l'île de Grande Canarie dans les Îles Canaries.
Localisation de Teror dans l'île de Grande Canarie.

|           | Firgas            |                                               |
| Valleseco | Teror             | Las Palmas de Grande Canarie et Santa Brígida |
|           | Vega de San Mateo |                                               |

## Démographie
| Année | Population | Densité    |
| ----- | ---------- | ---------- |
| 1991  | 10.368     | 403,42/km² |
| 1996  | 11.225     | 436,77/km² |
| 2001  | 12.042     | 468,56/km² |
| 2002  | 12.296     | 478,44/km² |
| 2003  | 12.104     | 470,97/km² |
| 2004  | 12.281     | 477,86/km² |
| 2005  | 12.189     | 474,3/km²  |
| 2009  | 12.926     | 502.96/km² |

## Galerie

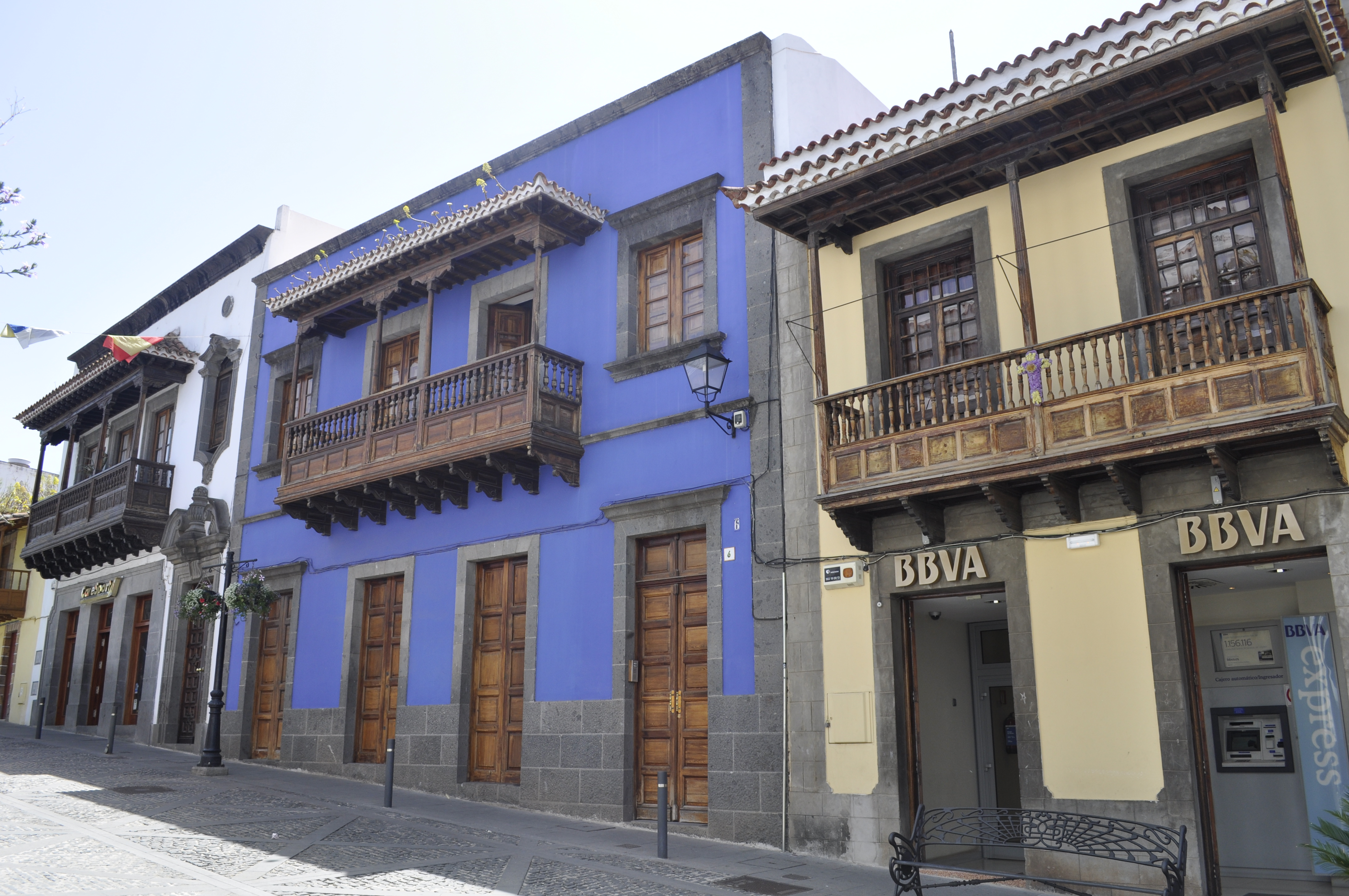
Balcons en bois traditionnels dans une rue de Teror.
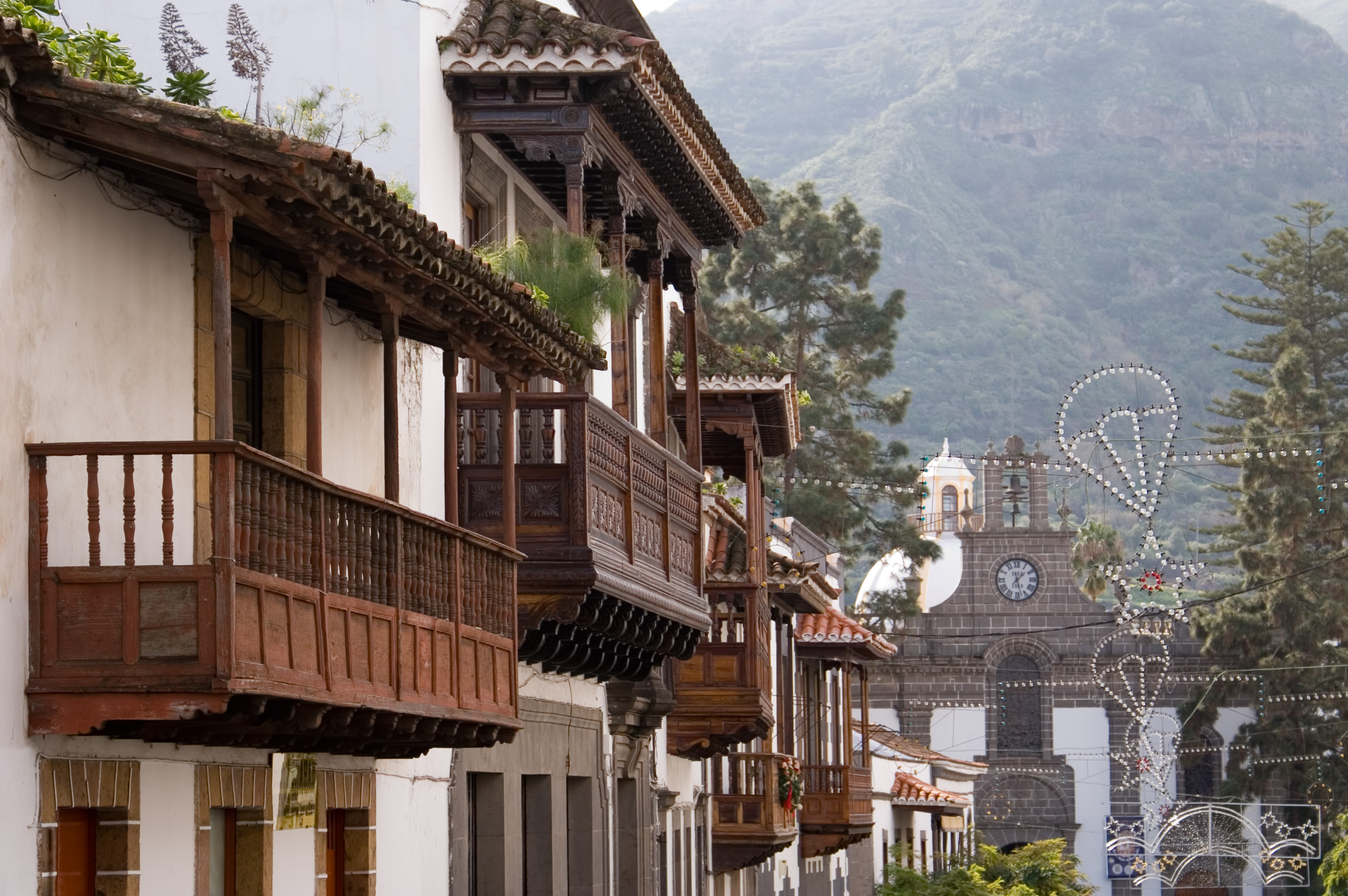
Autre vue de balcons en bois à Teror.
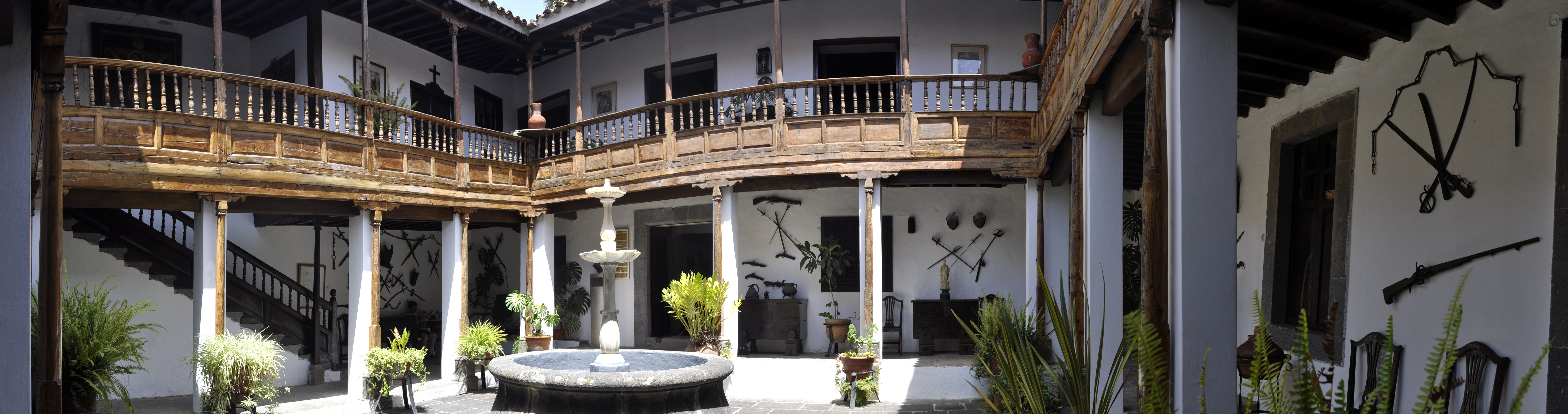
Musée crée en hommage a une ancêtre de Simón Bolívar.
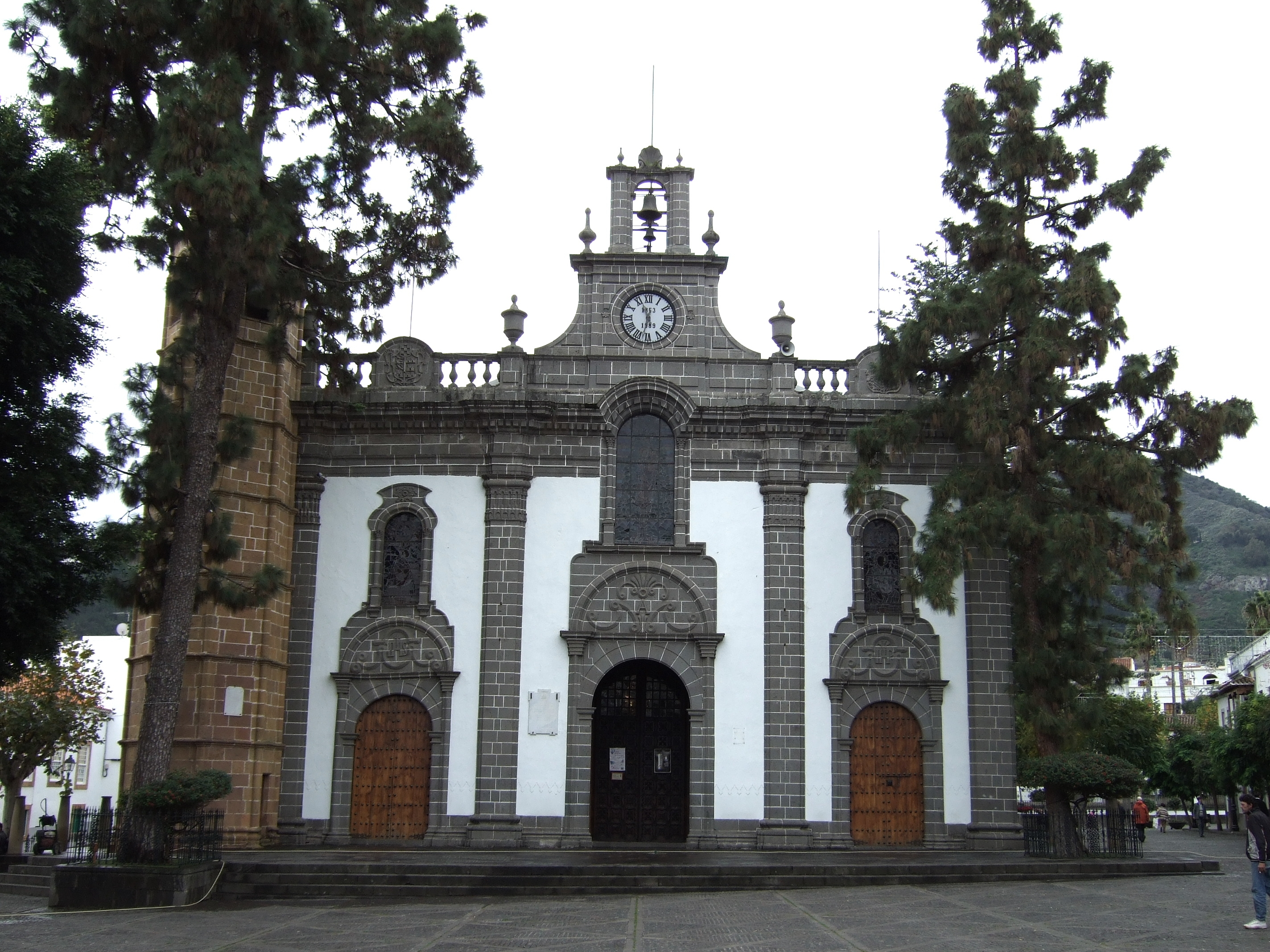
Basilique de Nuestra Señora del Pino.
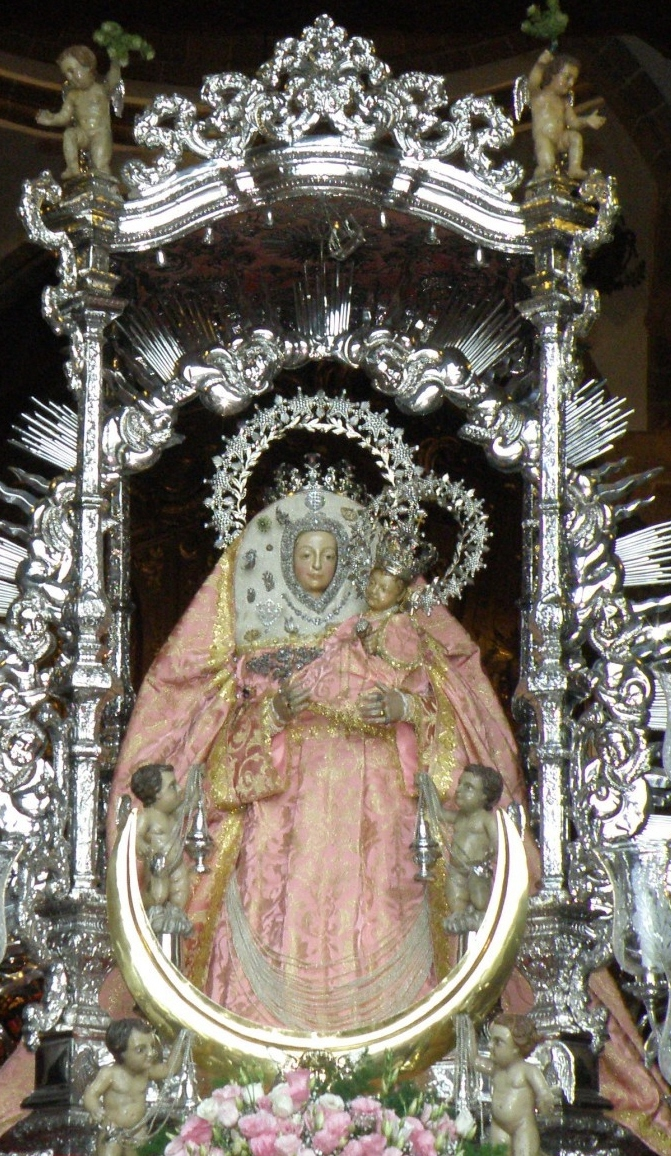
Vierge del Pino.